# Trinidad García de la Cadena (kommun)
Trinidad García de la Cadena är en kommun i Mexiko.   Den ligger i delstaten Zacatecas, i den centrala delen av landet, 500 km väster om huvudstaden Mexico City.
Följande samhällen finns i Trinidad García de la Cadena:
- Trinidad García de la Cadena